# روسي يارفيز
روسي يارفيز (بالإنجليزية: Rossi Jarvis)‏ (11 مارس 1988 في المملكة المتحدة - ) هو لاعب كرة قدم بريطاني في مركز الدفاع. شارك مع منتخب إنجلترا تحت 19 سنة لكرة القدم ومنتخب إنجلترا لكرة القدم C ‏. أما مع النوادي، فقد لعب مع كامبريدج يونايتد ونادي بارنت ونادي روذرهام يونايتد ونادي لوتون تاون ونورويتش سيتي ونادي توركي يونايتد ولوستوفت تاون ‏.

## وصلات خارجية
- روسي يارفيز على موقع قاعدة بيانات كرة القدم.إي يو (الإنجليزية)
- روسي يارفيز على موقع Soccerbase.com (لاعب) (الإنجليزية)
- روسي يارفيز على موقع Soccerway.com (الإنجليزية)